# Governo d'Azeglio I
Il Governo D'Azeglio I è stato l’ottavo esecutivo del Regno di Sardegna, ed il primo tra quelli guidati da Massimo d'Azeglio. 
Esso, nato in seguito alle dimissioni del governo precedente, è rimasto in carica dal 7 maggio 1849 al 21 maggio 1852 (sebbene già dimissionario dal precedente 16 maggio), per un totale di 1 110 giorni, ossia 3 anni e 14 giorni.
In questo governo avvenero, tramite regio decreto, una serie di modifiche dei ministeri e delle loro competenze, tra cui:
- Con R.D. 11 ottobre 1850, n. 1081 venne conferita competenza in materia di marina militare, dopo lo scorporo di quest’ultima dal "Ministero della guerra", al "Ministero dell'agricoltura e del commercio", sebbene successivamente questa sia provvisoriamente passata, insieme a quella su commercio, al "Ministero delle finanze", in seguito alla soppressione del ministero stesso in data 26 febbraio 1852.
- Con R.D. 26 febbraio 1852, venne conferita competenza in materia di agricoltura al "Ministero dell'interno" ed in materia di istruzione tecnica e professionale al "Ministero della pubblica istruzione" in seguito alla soppressione del "Ministero dell'agricoltura e del commercio".

## Compagine di governo

### Appartenenza politica
| Partito | Partito                 | Presidente | Ministri | Totale |
| ------- | ----------------------- | ---------- | -------- | ------ |
|         | Destra storica          | 1          | 2        | 3      |
|         | Indipendente (politica) | -          | 5        | 5      |
|         | Militare                | -          | 1        | 1      |

## Composizione
| Carica                                | Titolare                                                                                   | Titolare                                                                                  | Titolare                                                           |
| Presidenza del Consiglio dei ministri | Presidenza del Consiglio dei ministri                                                      | Presidenza del Consiglio dei ministri                                                     | Presidenza del Consiglio dei ministri                              |
| ------------------------------------- | ------------------------------------------------------------------------------------------ | ----------------------------------------------------------------------------------------- | ------------------------------------------------------------------ |
| Presidente del Consiglio dei ministri |                                                                                            |                                                                                           | Massimo d'Azeglio (Destra storica)                                 |
| Ministero                             | Ministri                                                                                   | Ministri                                                                                  | Ministri                                                           |
| Affari Esteri                         |                                                                                            |                                                                                           | Massimo d'Azeglio (Destra storica)                                 |
| Agricoltura e Commercio (soppresso)   |                                                                                            |                                                                                           | Giovanni Filippo Galvagno (Indipendente) (fino al 20 ottobre 1849) |
| Agricoltura e Commercio (soppresso)   |                                                                                            | Antonio Mathieu (Indipendente) (dal 20 al 23 ottobre 1849)                                |                                                                    |
| Agricoltura e Commercio (soppresso)   |                                                                                            | Pietro De Rossi di Santarosa (Indipendente) (dal 23 ottobre 1849 al 5 agosto 1850)        |                                                                    |
| Agricoltura e Commercio (soppresso)   | Giovanni Filippo Galvagno (Indipendente) Ad interim (dal 5 agosto al 12 ottobre 1850)      |                                                                                           |                                                                    |
| Agricoltura e Commercio (soppresso)   |                                                                                            | Camillo Benso, conte di Cavour (Destra storica) (dal 12 ottobre 1850 al 26 febbraio 1852) |                                                                    |
| Lavori Pubblici                       |                                                                                            |                                                                                           | Giovanni Filippo Galvagno (Indipendente) (fino al 20 ottobre 1849) |
| Lavori Pubblici                       | Pietro De Rossi di Santarosa (Indipendente) Ad interim (dal 20 ottobre al 2 novembre 1849) |                                                                                           |                                                                    |
| Lavori Pubblici                       |                                                                                            | Pietro Paleocapa (Indipendente) (dal 2 novembre 1849)                                     |                                                                    |
| Interno                               |                                                                                            |                                                                                           | Pier Dionigi Pinelli (Indipendente) (fino al 20 ottobre 1849)      |
| Interno                               |                                                                                            | Giovanni Filippo Galvagno (Indipendente) (dal 20 ottobre 1849 al 26 febbraio 1852)        |                                                                    |
| Interno                               |                                                                                            | Alessandro Pernati di Momo (Destra storica) (dal 26 febbraio 1852)                        |                                                                    |
| Pubblica Istruzione                   |                                                                                            |                                                                                           | Cristoforo Mameli (Indipendente) (fino al 9 novembre 1850)         |
| Pubblica Istruzione                   |                                                                                            | Pietro Gioja (Indipendente) (dal 9 novembre 1850 al 19 ottobre 1851)                      |                                                                    |
| Pubblica Istruzione                   |                                                                                            | Luigi Carlo Farini (Destra storica) (dal 19 ottobre 1851)                                 |                                                                    |
| Guerra                                |                                                                                            |                                                                                           | Enrico Morozzo Della Rocca (Militare) (fino al 17 settembre 1849)  |
| Guerra                                |                                                                                            | Eusebio Bava (Militare) (dal 17 settembre al 2 novembre 1849)                             |                                                                    |
| Guerra                                |                                                                                            | Alfonso La Marmora (Militare) (dal 2 novembre 1849)                                       |                                                                    |
| Finanze                               |                                                                                            |                                                                                           | Giovanni Nigra (Indipendente) (fino al 10 aprile 1852)             |
| Finanze                               |                                                                                            | Camillo Benso, conte di Cavour (Destra storica) (dal 26 febbraio 1852; prec. ad interim)  |                                                                    |
| Grazia e Giustizia e Affari di Culto  |                                                                                            |                                                                                           | Luigi de Margherita (Indipendente) (fino al 20 dicembre 1849)      |
| Grazia e Giustizia e Affari di Culto  |                                                                                            | Giuseppe Siccardi (Indipendente) (dal 20 dicembre 1849 al 4 febbraio 1851)                |                                                                    |
| Grazia e Giustizia e Affari di Culto  | Giovanni Filippo Galvagno (Indipendente) Ad interim (dal 4 febbraio al 6 luglio 1851)      |                                                                                           |                                                                    |
| Grazia e Giustizia e Affari di Culto  |                                                                                            | Giovanni de Foresta (Indipendente) (dal 6 luglio 1851 al 26 febbraio 1852)                |                                                                    |
| Grazia e Giustizia e Affari di Culto  |                                                                                            | Giovanni Filippo Galvagno (Indipendente) (dal 26 febbraio 1852)                           |                                                                    |

## Cronologia

### 1849
- 7 maggio - Il governo giura dinnanzi al Re.
- 30 giugno - Dopo aver sciolto la Camera dei deputati il precedente 30 marzo senza indicare una data precisa, il Re stabilisce infine che gli elettori siano convocati per il 15 e 22 luglio; e il nuovo Parlamento per il 30 luglio.
- 15-22 luglio - Si svolgono le elezioni politiche: La Destra storica vince le elezioni.
- 22 agosto - Con l’entrata in vigore della Pace di Milano (firmata il precedente 6 agosto) termina la Prima guerra d'indipendenza. Il Regno di Sardegna esce sconfitto.
- 13 novembre - A causa di alcune tendenze radicali riaccesesi, il governo viene messo in minoranza alla Camera dei Deputati in seguito all’approvazione di una mozione volta ad impegnare l’esecutivo a sospendere il trattato di pace con l’Impero austriaco, stipulato dopo la Prima guerra d'indipendenza (c.d. Iniziativa Democratica). D’Azeglio, dunque, ritenendo insostenibile tale situazione, rassegna le dimissioni dinnanzi al Re, il quale tuttavia le respinge, optando per sciogliere l’Assemblea.
- 20 novembre - È sciolta la Camera dei Deputati e convocati gli elettori per il 9, 10 ed 11 dicembre (terraferma) ed il 13 dicembre (Sardegna); e il nuovo Parlamento per il 20 dicembre.
- 9-11/13 dicembre - Si svolgono le elezioni politiche: La Destra storica vince le elezioni come promotrice del Proclama di Moncalieri.

### 1850
- 9 aprile-5 giugno - Vengono approvate le Leggi Siccardi.
- 12 ottobre - Su proposta del Presidente D'Azeglio, consigliato da La Marmora che intervenne anche presso il Re, entrava per la prima volta nel governo Camillo Benso, conte di Cavour.[2]
- 21 dicembre - Tramite regio decreto (R.D. 21 dicembre 1850, n. 1122) viene approvato per la prima volta un Regolamento interno al governo ed al Consiglio dei ministri, con cui si determinano le attribuzioni dei vari dipartimenti ministeriali.[3]

### 1852
- 11 maggio - Alla Camera dei Deputati viene eletto Presidente, anche grazie a degli accordi sottobanco stipulati da Cavour e successivamente noti come il Connubio, l'onorevole Urbano Rattazzi, leader dell'opposizione. Il Presidente del Consiglio dunque, che insieme agli altri ministri appoggiava Carlo Bon Compagni di Mombello, si dimette in opposizione e protesta a tale accordo, ma il Re le respinge.
- 16 maggio - Durante il Consiglio dei Ministri del 16 maggio, il Cavour, a cui fu rimproverata l'iniziativa assunta per l'elezione di Rattazzi, a sua volta, si dimetteva. Tutto il gabinetto fu costretto, perciò, a rassegnare il mandato, ma il Re, desiderando raggiungere una conciliazione, decide di reincaricare D'Azeglio.
- 21 maggio - Con la ricostituzione alla meglio del ministero tramite un sommario rimpasto che escludeva il Cavour (che da parte sua, come deputato, non diede fastidi, anzi in diversi frangenti giunse in soccorso col suo appoggio) ed il relativo giuramento, termina ufficialmente l’esperienza di governo, sebbene lo stesso Camillo Benso si rese presto conto di avere “il coltello dalla parte del manico”, come scrisse anche all’amico De La Rue: «Per il momento bisogna subirlo ma, superata la crisi, D'Azeglio dovrà ritirarsi, e allora s'imporrà la scelta: o Revel, o io.»[4]